# يوهان كريستوف شفاب
يوهان كريستوف شفاب (بالألمانية: Johann Christoph Schwab)‏ هو فيلسوف ألماني، ولد في 10 ديسمبر 1743 في Ilsfeld ‏ في ألمانيا، وتوفي في 15 أبريل 1821 في شتوتغارت في ألمانيا.